# Lupus (biskup płocki)
Lupus (zm. między 1181 a 1187) – biskup płocki. 

## Życiorys
Według Jana Długosza był szlachcicem herbu Godziemba i początkowo sprawował urząd kustosza lub kanonika kapituły płockiej, w rzeczywistości jednak brak wiarygodnych danych o jego pochodzeniu. Na podstawie kryterium imionowego proponuje się jego identyfikację jako członka rodu Awdańców. Być może był kanclerzem Bolesława Kędzierzawego, księcia mazowieckiego i zwierzchniego księcia Polski.
Przypuszczalnie został mianowany biskupem płockim przez Bolesława Kędzierzawego krótko po śmierci Wernera w lutym 1170, jednak po raz pierwszy jest poświadczony na tej funkcji dopiero na zjeździe milickim ok. 1173. 26 kwietnia 1177 występuje jako świadek na wystawionym w Gnieźnie przywileju Mieszka Starego dla opactwa w Lubiążu. W 1180 brał udział w synodzie łęczyckim. Należał do zwolenników i bliskich współpracowników księcia Kazimierza Sprawiedliwego. Późniejszych wzmianek na jego temat brak. Jego następca Wit jest udokumentowany od 1187 roku.